# Wolfgang Ernst
Wolfgang Ernst, född 1959, är en tysk mediearkeolog, verksam som professor i medieteori vid Humboldt Universität i Berlin.
Ernst studerade inledningsvis historia och klassiska ämnen. Han var 1995–1999 verksam som forskare vid Kunsthochschule für Medien Köln, inom området mediernas teori och historia inom konst. 1999–2000 var han professor i medievetenskap vid Ruhr-Universität Bochum. I april 2003 blev han ordinarie professor i medieteori vid Humboldt Universität.
Ernst har skrivit en rad inflytelserika verk om arkiv, historieskrivning, digitalisering, ljudmedier och mediearkeologi. Nämnas kan exempelvis Das Rumoren der Archive: Ordnung aus Unordnung (2002, i svensk översättning: Sorlet från arkivet, Glänta, 2008), Im Namen der Geschichte. Sammeln - Speichern - (Er)Zählen (2003) och Chronopoetik (2013). Ernst förestår även det mediearkeologiska labbet Medienarchäologischer Fundus vid Humboldt Universität.